# کریگتون آبرامز
کریگتون آبرامز (انگلیسی: Creighton Abrams; ۱۵ سپتامبر ۱۹۱۴ – ۴ سپتامبر ۱۹۷۴) ژنرال نیروی زمینی ایالات متحده آمریکا بود، که در فاصله سال‌های ۱۹۷۲ تا ۱۹۷۴ (تا هنگام مرگ) به‌عنوان بیست و ششمین رئیس ستاد نیروی زمینی ایالات متحده آمریکا فعالیت می‌کرد.
آبرامز فعالیت نظامی را از سال ۱۹۲۶ به‌عنوان نیروی زرهی در نیروی زمینی آمریکا آغاز کرد، از ۱۹۵۱ تا ۱۹۵۲ فرماندهی سواره‌نظام دوم را برعهده داشت، از ۱۹۵۳ تا ۱۹۵۴ رئیس ستاد سپاه اول بود و از ۱۹۶۰ تا ۱۹۶۲ به‌عنوان فرمانده لشکر ۳ زرهی فعالیت می‌کرد. او از ۱۹۶۳ تا ۱۹۶۴ فرماندهی سپاه پنجم را برعهده داشت، در فاصله سال‌های ۱۹۶۴ تا ۱۹۶۷ جانشین رئیس ستاد نیروی زمینی آمریکا بود و از ۱۹۶۷ تا ۱۹۷۲ به‌عنوان فرمانده نظامی ویتنام فعالیت می‌کرد.
تانک اصلی میدان نبرد نیروی زمینی آمریکا؛ ام۱ آبرامز به نام او نامگذاری شده است. وی در زمان جنگ ویتنام ارتشبد بود و مسئول بسیاری از فرمان‌ها در جنگ بود.